# A Lord for a Day
A Lord for a Day è un cortometraggio muto del 1908 diretto da Gilbert M. 'Broncho Billy' Anderson.

## Produzione
Il film fu prodotto dalla Essanay Film Manufacturing Company.

## Distribuzione
Il film, un cortometraggio in una bobina, uscì nelle sale cinematografiche USA il 25 marzo 1908.